# Edoardo Valenti
Edoardo Valenti (Roma, 10 marzo 1922 – Roma, 28 luglio 2009) è stato un calciatore italiano.

## Biografia
Primo di 5 fratelli, nato da Maria e Valente Valenti. Crebbe nel quartiere di Testaccio, dove la madre possedeva un negozio di abbigliamento, che è tuttora esistente ed è gestito dalla nipote. Tutta la famiglia e gli amici lo chiamavano "Aldo", anche se nel mondo del calcio era noto con il soprannome del "Er zagaja" per una leggera balbuzie che presentava, o in alternativa con il soprannome "Pandoro", per la sua correttezza e morbidezza negli interventi.
Venne scoperto nel luglio del 1934 da Dino Canestri durante un provino della Lazio in un campetto di Testaccio, l'Oratorio di San Giovanni Bosco. Crebbe nelle giovanili biancocelesti. Nel 1940 passò alla BNL per poi tornare alla Lazio. Esordì nel 1941 e il Littoriale lo proclamò miglior giocatore dell’anno. Giocò sei stagioni con i biancocelesti. Giocare nella Lazio nel quartiere di nascita di Testaccio. a grande maggioranza romanista, fu considerato un tradimento. Come le stesse nipoti riportano e anche diversi siti, fece scalpore la reazione della madre del giocatore, che durante una partita aggredì uno spettatore giallorosso che insultava il figlio, facendolo precipitare dalla tribuna nell’anello inferiore degli spalti.
Insieme ai compagni di squadra Amedeo Rega e Aldo De Pierro fu fermato dai Tedeschi dopo l'attentato di Via Rasella e liberato solo dopo aver dimostrato l'appartenenza ad una squadra come giocatore professionista. Nel 1947 venne ceduto al Perugia. Giocò fino al 1951 ma la sua carriera, che si annunciava brillante, fu condizionata da due gravi incidenti alla caviglia e al ginocchio. Dotato di un ottimo stacco di testa e di eccellente tecnica, riuscì a bloccare i più forti attaccanti dell'epoca e lo stesso Silvio Piola, in allenamento, trovava grandi difficoltà a superarlo. Cessata l'attività agonistica aprì un bar a Testaccio che divenne un covo di sostenitori biancocelesti e più tardi una tabaccheria in Via Nazionale.

## Palmarès

### Club

#### Competizioni nazionali
- Campionato romano di guerra: 1

Lazio: 1943-1944